# 608. pehotni polk (Wehrmacht)
Za druge 608. polke glejte 608. polk.
608. pehotni polk (izvirno nemško Infanterie-Regiment 608) je bil eden izmed pehotnih polkov v sestavi redne nemške kopenske vojske med drugo svetovno vojno.

## Zgodovina
Polk je bil ustanovljen 14. junija 1941 kot polk 16. vala v WK III.
25. junija 1941 je bil polk preimenovan v 608. pehotni nadomestni polk, dodeljen 203. pehotni nadomestni brigadi in poslan v Rajhovski komisariat Ostland.